# ジャルコ・ペトロビッチ
ジャルコ・ペトロヴィッチ（セルビア語: Жарко Петровић、1964年10月27日 - 2007年4月2日）は、セルビアの男子バレーボール選手。ノヴィ・サド出身。ポジションはミドルブロッカー。元ユーゴスラビア代表。

## 来歴
1984年、ユーゴスラビアリーグのヴォイヴォディナ・ノヴィサドへ入団。1989年にイタリアへ渡り、セリエAのスポレート、マチェラータで5年間プレーし、キャリアを積んだ。1994年に戻ったヴォイヴォディナでは、自身にとって4度目となるユーゴスラビアリーグの優勝を飾った。
ユーゴスラビア代表の206cmの大型ミドルブロッカーとしても活躍し、欧州選手権には4度出場を果たす。1995年欧州選手権、1996年アトランタオリンピックでそれぞれ銅メダル獲得に貢献し、同年現役を引退するまで通算253試合に出場した。1990年代に世界の第一線へ躍進し、のちに世界の頂点に立ったユーゴスラビア男子の礎を築いた選手の1人であった。
2007年4月2日、ノヴィ・サドにて病気のため42歳で死去。4月5日の追悼式には家族、友人のほか、かつて共に戦った代表選手、クラブの仲間、バレーボール関係者など、2000人を超える参列者が訪れ、故人と最後の別れを偲んだ。

## 球歴
- オリンピック - 1996年（銅メダル）
- 欧州選手権 - 1995年（3位）、1987年、1989年、1991年

## 所属クラブ
- ヴォイヴォディナ・ノヴィサド （1984-1989年）
- パッラヴォーロ・スポレート （1989-1993年）
- ルーベ・マチェラータ （1993-1994年）
- ヴォイヴォディナ・ノヴィサド （1994-1995年）
- バレー・フォルリ （1995-1996年）